# Prosoplecta signata
Prosoplecta signata är en kackerlacksart som först beskrevs av Robert Walter Campbell Shelford 1906.  Prosoplecta signata ingår i släktet Prosoplecta och familjen småkackerlackor. Inga underarter finns listade i Catalogue of Life.